# ちょっとコマーシャル
『ちょっとコマーシャル』は、竹本泉による日本の漫画作品、およびそれを表題作とした漫画短編集。
『なかよし』（講談社）1986年3月号に掲載。単行本は同社の講談社コミックスなかよしより全1巻。2009年にはエンターブレインより復刊された。

## 書誌情報
- 竹本泉 『ちょっとコマーシャル』 講談社〈なかよしKC〉、1986年6月6日第1刷発行、ISBN 4-06-178540-0
  - 表題作のほか、「にっちもさっちもひとみちゃん」「すすみ時計は大嫌い」「屋根裏のセレナーデ」「1＋1＝3ドイッチ」の読み切り4作品が同時収録されている。
- 竹本泉 『ちょっとコマーシャル』 エンターブレイン〈ビームコミックス〉、2009年2月25日発売、ISBN 978-4-7577-4743-2
  - 雑誌掲載当時のカラー扉やカラーページを収録。収録作品は講談社コミックスなかよし版と同じである。